# Lars Pedersen (atlet)
 Der er flere personer med dette navn, se Lars Pedersen.
Lars Dines Pedersen (født 12. maj 1966) er en tidligere dansk atlet, som var medlem i Frederiksberg IF og Sparta Atletik fra 1980.
Lars Pedersen vandt i 1983 i en alder af 17 år DM på 200 meter. 
Lars Pedersens træner var Bogdan Gierajewski.
Lars Pedersen er bror til Lone Pedersen

## Personlige rekorder
- 100 meter: 10,47 1988
- 200 meter: 20,88 1989
- 300 meter: 33,53 25. maj 1996 (DR)
- 400 meter: 47,47 1989
- 110 meter hæk: 14,41 1989
- 200 meter hæk: 24,2h 1991

## Ekstern henvisning
- DAF i tal – Lars Pedersen Arkiveret 10. juli 2007 hos  Wayback Machine
- IAAF – Lars Pedersen profil (Webside ikke længere tilgængelig)

|  | Artiklen om Lars Pedersen (atlet) kan blive bedre, hvis der indsættes et (bedre) billede Du kan hjælpe ved at afsøge Wikimedia Commons for et passende billede eller uploade et godt billede til Wikimedia Commons iht. de tilladte licenser og indsætte det i artiklen. |